# Ircinia aucklandensis
Ircinia aucklandensis är en svampdjursart som beskrevs av Cook och Patricia R. Bergquist 1999. Ircinia aucklandensis ingår i släktet Ircinia och familjen Irciniidae. Inga underarter finns listade i Catalogue of Life.